# New Haven Line
De New Haven Line is een spoorlijn in de Amerikaanse staten New York en Connecticut die langs de Long Island Sound loopt. De lijn verbindt de stad New York met New Haven. Het gedeelte in de staat New York is eigendom van de Metropolitan Transportation Authority en het gedeelte in Connecticut is eigendom van de Connecticut Department of Transportation. De lijn werd oorspronkelijk New York and New Haven Railroad genoemd.
Amtrak maakt gebruik van de lijn als onderdeel van de Northeast Corridor. De hogesnelheidstrein Acela Express maakt gebruik van de lijn met normale snelheid. De lijn heeft drie zijtakken: New Canaan, Danbury, en Waterbury.
De New Haven Line is met twee systemen geëlektrificeerd. Het gedeelte dat eigendom was New York Central Railroad is geëlektrificeerd met een derde rail met een spanning van 750 volt. In 1905 besloot New York, New Haven & Hartford hun gedeelte te elektrificeren met een bovenleiding met een spanning van 12,5 kV.

## Geschiedenis
Het gedeelte van Manhattan tot Woodlawn is aangelegd door de New-York and Harlem Rail Road als onderdeel van de Harlem Line. In 1833 werd de New York & New Haven Railroad opgericht om langs de kust een spoorlijn aan te leggen naar New Haven. In 1848 werd een akkoord gesloten dat binnen de stad New York gebruik kon worden gemaakt van de Harlem Line. In 1849 werd de spoorlijn geopend.
Een van de investerdeers in de spoorlijn was de bankier John Pierpont Morgan die rond 1900 de eigenaar werd van de spoorlijn. In 1872 werd de lijn gefuseerd met Hartford & New Haven tot New York, New Haven and Hartford Railroad, en groeide uit tot een van de grootste spoorwegmaatschappijen in New England. In 1969 werd het onderdeel van Penn Central. In 1970 ging Penn Central failliet en werd genationaliseerd als Conrail. Op 1 januari 1971 werd de Metropolitan Transportation Authority (MTA) eigenaar van het gedeelte in New York, en Connecticut Department of Transportation eigenaar van het gedeelte in Connecticut.
In 1983 kreeg MTA het contract om het passagiersvervoer te verzorgen. In 2019 werd een akkoord bereikt tussen MTA en Amtrak voor het gebruik van Penn Station Access, de verbindingslijn naar Penn Station. De lijn zal worden geëlektrificeerd en vernieuwd, en er zullen vier nieuwe stations worden aangelegd. De verwachte opening is 2027.

## Bediening
Het gedeelte van de New Haven Line binnen de stad New York wordt gedeeld met de Harlem Line. De treinen naar New Haven stoppen alleen in Harlem - 125th Street en Fordham; alle andere stations worden overgeslagen. De New Haven Line mocht oorspronkelijk niet worden gebruikt voor lokaal vervoer binnen de stad New York, hetgeen betekende dat in treinen naar New Haven alleen mocht worden ingestapt. In 2019 werd een akkoord bereikt en mogen de treinen ook gebruikt worden voor vervoer binnen New York.
De treinen in de "inner"-zone rijden van Grand Central Terminal naar Stamford. De treinen in de "outer"-zone rijden verder naar New Haven, maar stoppen meestal alleen in Harlem - 125th Street. De drie zijtakken zijn losse treindiensten waarbij moet worden overgestapt: Stamford-New Canaan, South Norwalk-Danbury en Stratford-Waterbury.

## Galerij

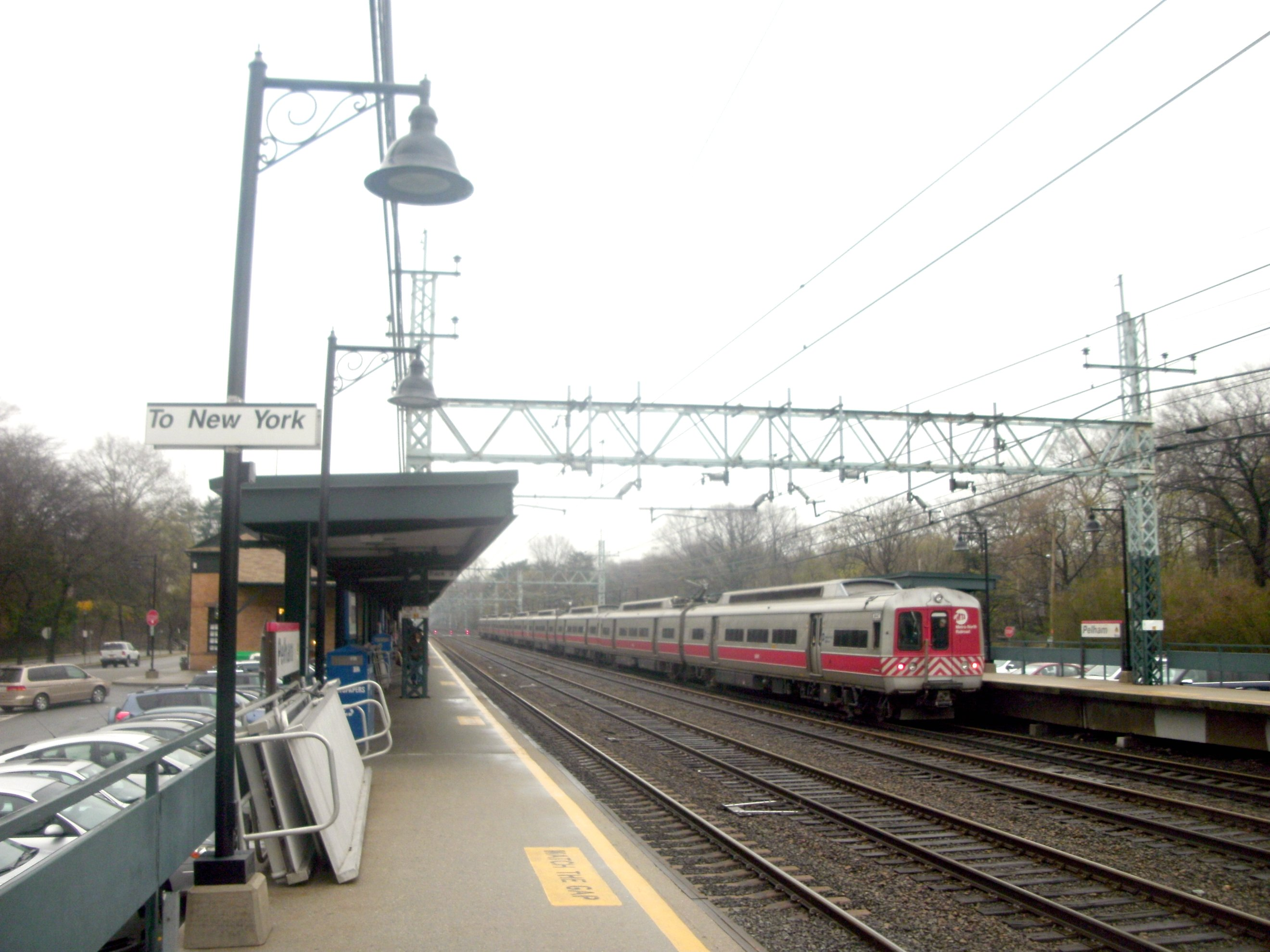
Station Pelham
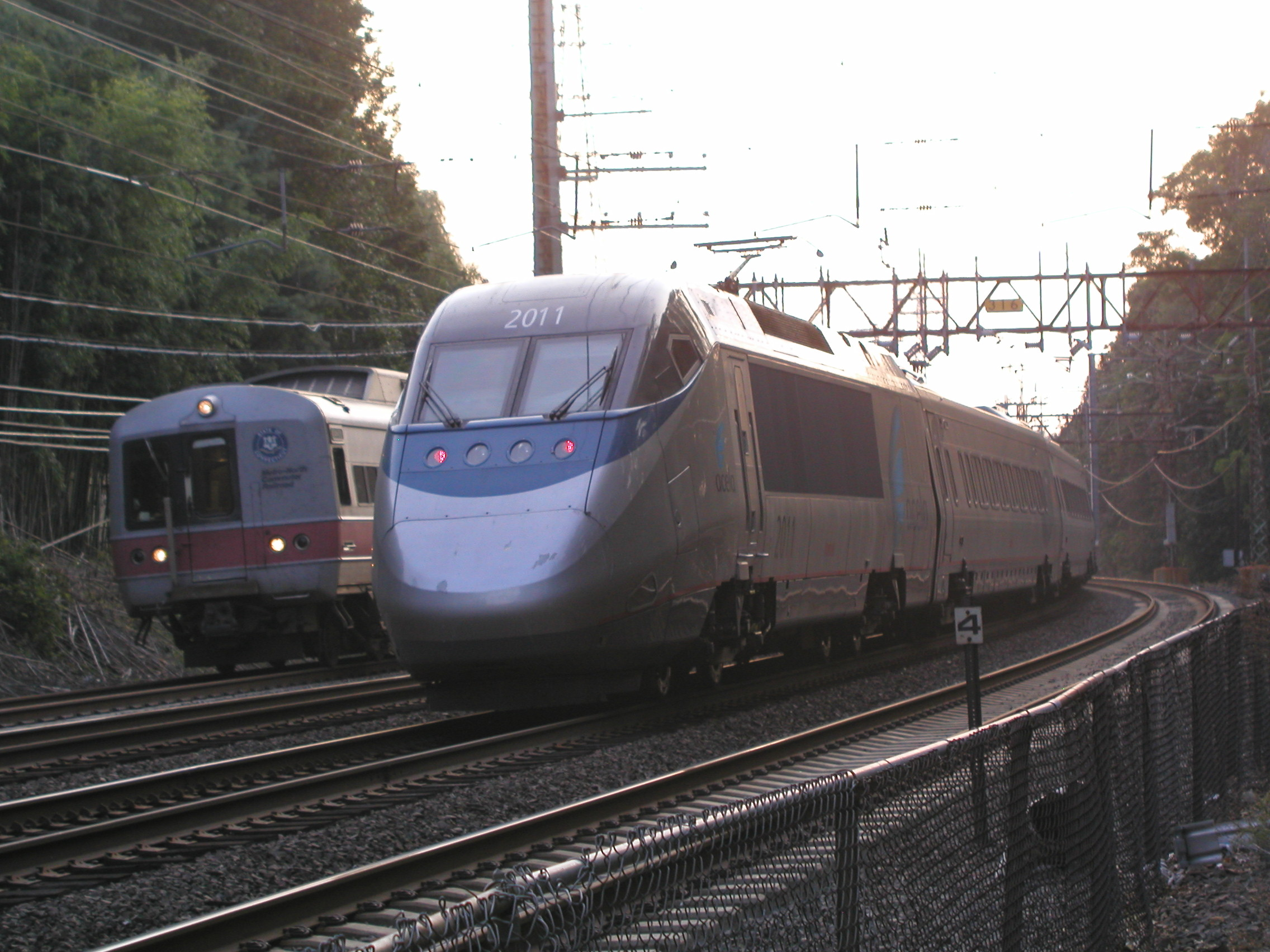
Een Metro-North trein en een Acela Express
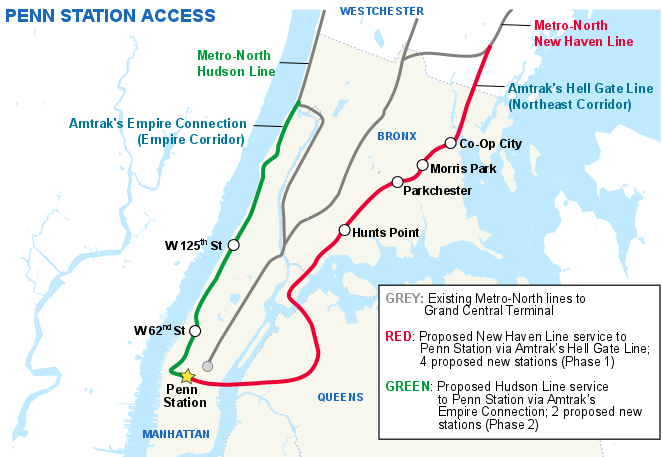
Geplande uitbreiding naar Penn Station
Hoofdlijnen van de stad New York (De New Haven Line is rood)